# Onthophagus kabakovi
Onthophagus kabakovi là một loài bọ cánh cứng trong họ Bọ hung (Scarabaeidae).